# سارة لومهولدت
سارة هيلينا لومهولدت (مواليد 25 أكتوبر 1984) مغنية بوب سويدية. كانت عضوًا في الفرقة الرباعية السويدية A-Teens.

## سيرة شخصية
ولدت لأب من أصل سويدي وأم من أصول تركية وفلبينية.

## الحياة الشخصية
أعلنت لومهولدت أنها كانت مخطوبة لكريس نوبل في مارس 2017؛ تزوج الزوجان في أغسطس 2018.